# Mellby Jinx
Mellby Jinx, född 25 mars 2018 på Mellby Gård i Hässleholm i Skåne län, är en svensk varmblodig travhäst. Han tränas av Svante Båth och körs av Erik Adielsson.
Mellby Jinx började tävla i augusti 2020 och tog sin första seger i tredje starten. Han har till oktober 2021 sprungit in 3,3 miljoner kronor på 13 starter varav 3 segrar och 4 andraplatser samt 2 tredjeplatser. Han har tagit karriärens hittills största seger i Breeders Course för 2-åriga (2020). Han har även kommit på andraplats i Svensk uppfödningslöpning (2020) och  Långa E3 (2021) och på tredjeplats i Svenskt Trav-Kriterium (2021) samt på fjärdeplats i finalen av Breeders Course för 3-åriga under Elitloppshelgen 2021.

## Karriär
Mellby Jinx debuterade på tävlingsbanan den 20 augusti 2020 i ett tvååringslopp på Örebrotravet. I loppet blev han diskvalificerad för att ha galopperat. Den 30 september 2020 vann han finalen av Grupp 2-loppet Breeders Course för 2-åriga som har ett förstapris på 600 000 kronor. Den 21 november 2020 kom han på andraplats i Svensk uppfödningslöpning, slagen med en nos av Islay Mist Sisu.

## Statistik
| Statistik för Mellby Jinx (Ref.) | Statistik för Mellby Jinx (Ref.) | Statistik för Mellby Jinx (Ref.) | Statistik för Mellby Jinx (Ref.) | Statistik för Mellby Jinx (Ref.) | Statistik för Mellby Jinx (Ref.) |
| -------------------------------- | -------------------------------- | -------------------------------- | -------------------------------- | -------------------------------- | -------------------------------- |
| Starter                          | Placeringar                      | Startprissumma                   | Segerprocent                     | Platsprocent                     | Rekord                           |
| 10                               | 3-3-0                            | 2 197 000 kr                     | 30 %                             | 60 %                             | 13,4ak,                          |

### Större segrar
| År   | Lopp                     | Kusk           | Vinstbelopp | Grupp   |
| ---- | ------------------------ | -------------- | ----------- | ------- |
| 2020 | Breeders Course, 2-åriga | Erik Adielsson | 600 000 SEK | Grupp 2 |

### Starter
| #  | Datum             | Lopp                                       | Bana       | Kusk           | Tid     | Distans | Plac. | Vinstbelopp   |
| -- | ----------------- | ------------------------------------------ | ---------- | -------------- | ------- | ------- | ----- | ------------- |
| -  | 6 augusti 2020    | Kvallopp                                   | Solvalla   | Erik Adielsson | 1.17,9a | 2 140 m | gdk   | 0 SEK         |
| 1  | 20 augusti 2020   | Tvååringslopp                              | Östersund  | Erik Adielsson | d       | 1 640 m | d     | 500 SEK       |
| 2  | 9 september 2020  | Uttagningslopp Breeders Course 2-åriga     | Solvalla   | Erik Adielsson | 1.17,7a | 1 640 m | 6     | 5 500 SEK     |
| 3  | 30 september 2020 | Breeders Course 2-åriga                    | Jägersro   | Erik Adielsson | 1.13,4a | 1 640 m | 1     | 600 000 SEK   |
| 4  | 4 november 2020   | Uttagningslopp Svensk Uppfödningslöpning   | Jägersro   | Erik Adielsson | 1.14,1a | 1 640 m | 5     | 8 500 SEK     |
| 5  | 21 november 2020  | Svensk Uppfödningslöpning                  | Jägersro   | Erik Adielsson | 1.13,5a | 1 640 m | 2     | 700 000 SEK   |
| 6  | 8 april 2021      | Uttagningslopp Breeders' Crown 3-åriga     | Östersund  | Erik Adielsson | 1.15,9a | 2 100 m | 1     | 110 000 SEK   |
| 7  | 28 april 2021     | Uttagningslopp Breeders Course 3-åriga     | Solvalla   | Erik Adielsson | 1.13,5a | 2 140 m | 2     | 50 000 SEK    |
| 8  | 30 maj 2021       | Breeders Course 3-åriga final              | Solvalla   | Erik Adielsson | 1.13,5a | 2 140 m | 4     | 135 000 SEK   |
| 9  | 20 juni 2021      | Uttagningslopp Långa E3                    | Eskilstuna | Erik Adielsson | 1.13,6a | 2 140 m | 1     | 100 000 SEK   |
| 10 | 30 juli 2021      | Final Långa E3                             | Färjestad  | Erik Adielsson | 1.12,1a | 2 140 m | 2     | 487 500 SEK   |
| 11 | 25 augusti 2021   | Ibrahim Paschas lopp - Treåringslopp       | Solvalla   | Erik Adielsson | 1.13,8a | 2 140 m | 3     | 29 000 SEK    |
| 12 | 10 september 2021 | Uttagningslopp till Svenskt Trav-Kriterium | Solvalla   | Erik Adielsson | 1.13,9a | 2 640 m | 2     | 75 000 SEK    |
| 13 | 25 september 2021 | Svenskt Trav-Kriterium final               | Solvalla   | Erik Adielsson | 1.13,1a | 2 640 m | 3     | 1 000 000 SEK |

## Stamtavla
| Efter Ready Cash    | Indy de Vie  | Viking's Way       | Mickey Viking    |
| Efter Ready Cash    | Indy de Vie  | Viking's Way       | Josubie          |
| Efter Ready Cash    | Indy de Vie  | Tekiflore          | Képi Vert        |
| Efter Ready Cash    | Indy de Vie  | Tekiflore          | Morgaflore       |
| Efter Ready Cash    | Kidéa        | Extrême Dream      | Quito de Talonay |
| Efter Ready Cash    | Kidéa        | Extrême Dream      | Tahitienne       |
| Efter Ready Cash    | Kidéa        | Docéanide du Lilas | Workaholic       |
| Efter Ready Cash    | Kidéa        | Docéanide du Lilas | Océanide         |
| Undan Heaven's Door | Muscle Hill  | Muscles Yankee     | Valley Victory   |
| Undan Heaven's Door | Muscle Hill  | Muscles Yankee     | Maiden Yankee    |
| Undan Heaven's Door | Muscle Hill  | Yankee Blondie     | American Winner  |
| Undan Heaven's Door | Muscle Hill  | Yankee Blondie     | Yankee Bambi     |
| Undan Heaven's Door | Girlie Tough | Conway Hall        | Garland Lobell   |
| Undan Heaven's Door | Girlie Tough | Conway Hall        | Amour Angus      |
| Undan Heaven's Door | Girlie Tough | Southwind Flanders | Lindy Lane       |
| Undan Heaven's Door | Girlie Tough | Southwind Flanders | Falnos Babell    |